# Ben Folds
Benjamin Scott Folds, dit Ben Folds, est un chanteur américain né le 12 septembre 1966 à Winston-Salem en Caroline du Nord (États-Unis). Il est notamment connu pour avoir fait partie du groupe Ben Folds Five et est une figure emblématique du piano rock.

## Biographie
Essentiellement connu pour ses prouesses au piano, il est également un adepte de la guitare, de la basse, et de la batterie. Il est originairement devenu célèbre en tant que membre du groupe de rock Ben Folds Five. Ben Folds a publié 4 albums solo: Fear of Pop: Volume 1, Rockin' the Suburbs, Ben Folds Live, and Songs for Silverman. Fear of Pop fut publié lorsque Ben Folds Five était encore en activité. Les albums Suburbs, Live, et Songs for Silverman furent eux publiés après.
Mais comme Fear of Pop est largement expérimental et Live est une collection d'enregistrements de morceaux en live, originairement enregistrés avec les Ben Folds Five, celui de Rockin' the Suburbs est officiellement le premier album solo publié de Ben Folds , dans lequel il a enregistré la plupart des instruments lui-même. Fin 2003, ce sont deux solos Speed Graphic et Sunny 16 qui sont publiés. Et avec un troisième intitulé Super D à la mi-2004.
Son groupe, Ben Folds Five (1994–2000) était un groupe de trois membres formés à Chapel Hill, en Caroline du Nord. Ils jouèrent ce que l’on pourrait appeler du piano à dominante pop rock. La plupart de leurs chansons ont été influencées par le jazz, avec des passages improvisés. Ben Folds, le chanteur leader du groupe et pianiste, qui a écrit aussi la plupart des chansons, Robert Sledge, à la basse, Darren Jessee aux percussions, Alex Queen à la guitare, Jane Scorp's au gong. Après la séparation du groupe, Folds a commencé une carrière en solo. Le reste du groupe a continué à jouer de la musique orchestrale à la fanfare de Sanem.
Lorsqu’on l’a interrogé à propos du nom de son groupe il répondit à l’interviewer : « vous voulez dire qu’un quintette, espèce d'inculte, ce n’est pas cinq personnes ? »
Ben Folds a été marié à 5 reprises et a trois enfants. Il a épousé Emma Sandall, une ancienne danseuse du Royal Ballet, quelque temps avant juillet 2020.

## Filmographie

### Séries télévisées
- 2022 : The Wilds : lui-même (caméo crédité, saison 2 épisode 6)